# Let Go (песня Пола ван Дайка)
«Let Go» (рус. «Отпусти») — второй сингл с пятого студийного альбома Пола ван Дайка In Between, выпущенный 20 ноября 2007 года. В работе над песней принял участие Реймонд Гарви, участник группы Reamonn.

## Создание
Песня была частично вдохновлена опытом путешествий Пола ван Дайка по миру и выступлениями перед зрителями из разных слоев общества и культур. Трек был направлен на создание чего-то, что говорило бы об универсальном человеческом стремлении к свободе и освобождению. Голос Гарви, по мнению ди-джея, был идеальным средством для передачи этого сообщения.
Трек включает в себя элементы классической музыки с ее парящими струнными и драматическими фортепианными тушами, а также более современные электронные звуки, такие как пульсирующая басовая линия и драйвовый бит.

## Список композиций
1. Let Go (Single Edit) — 3:43
2. Let Go (Vandit Club by PvD) — 9:19
3. Let Go (PvD Clubmix) — 8:14
4. Let Go (Clubmix Instrumental) — 8:14
5. Let Go (TV Rock Remix) — 7:54
6. Let Go (Alex Kunnari Remix) — 8:36
7. Let Go (Martin Roth Nu-Style Remix) — 10:08

## Чарты
| Чарт (2007) | Высшая позиция |
| ----------- | -------------- |
| Германия    | 21             |